# Мегалодон
Мегалодон (Otodus megalodon, від дав.-гр. μεγας — «великий» та οδους — «зуб») — викопний вид гігантської ламноподібної акули, що жила ~23—3,6 млн років тому, з раннього міоцену до раннього пліоцену. Раніше вважалося, що O. megalodon належав до родини оселедцевих акул і був близьким родичем великої білої акули (Carcharodon carcharias). Наразі його відносять до вимерлої родини Otodontidae, яка відокремилася від білих акул за часів ранньої крейди.
Хоча мегалодон вважається одним з найбільших і найсильніших хижаків, які коли-небудь існували, він відомий лише за фрагментарними рештками, а його зовнішній вигляд і максимальний розмір залишаються невизначеними. Вчені розходяться в думках щодо того, чи був він більше схожий на кремезну версію великої білої акули, велитенської акули (Cetorhinus maximus) або піщаної тигрової акули (Carcharias taurus). Найновіша оцінка з найменшим діапазоном похибки передбачає максимальну довжину до 20,3 метра, із модальною довжиною 10,5 метрів. Їхні зуби були товстими та міцними, пристосованими для хапання здобичі та ламання кісток, а величезні щелепи могли прикладати силу укусу у ~108 500—182 200 ньютонів.
Мегалодон, ймовірно, мав значний вплив на структуру морських популяцій. Скам'янілості вказують на те, що він мав космополітичне поширення. Ймовірно, він полював на велику здобич, таку як кити, тюлені та морські черепахи. Молодь мешкала в теплих прибережних водах і харчувалася рибою та дрібними китами. На відміну від білої акули, яка нападає на здобич з м'якої сторони живота, мегалодон, ймовірно, використовував свої сильні щелепи, щоб пробити грудну порожнину і проткнути серце та легені здобичі.
Тварина зіткнулася з конкуренцією з боку китоподібних, таких як лівіатан та інші хижі кашалоти, а також, можливо, менших за розмірами предків косаток (Orcinus). Оскільки акула віддавала перевагу теплим водам, вважається, що охолодження океану, пов'язане з настанням льодовикових періодів, у поєднанні зі зниженням рівня моря і, як наслідок, втратою придатних для розмноження територій, також могло сприяти її зникненню. Зменшення різноманітності вусатих китів і зміщення їхнього ареалу в полярні регіони, можливо, скоротило основне джерело їжі для мегалодона. Вимирання акули збігається з тенденцією до гігантизму серед китів.

## Класифікація

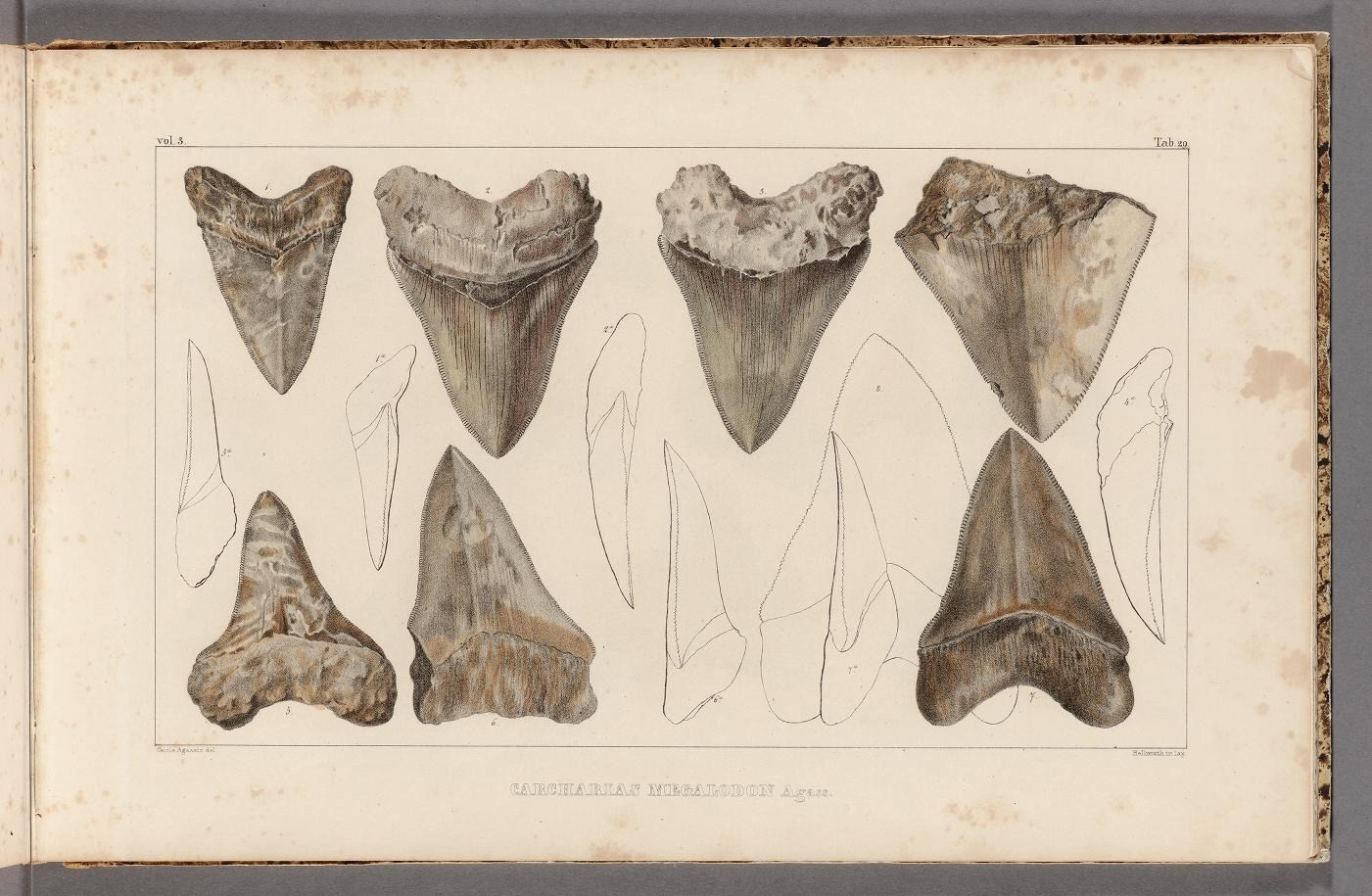
Голотипні зуби (рис. 2—3) за Agassiz, 1835, каталогізовані як TE-PLI 18

Мегалодона описав Луї Агассіз у книзі 1843 року. Він зарахував його до одного роду з сучасною білою акулою (Carcharodon carcharias) через дещо подібний вигляд зубів і назвав Carcharodon megalodon. 1960 року бельгійський дослідник Едгар Казьє дійшов висновку, що мегалодон не є близьким родичем білої акули, і виділив його зі спорідненими видами в новий рід Procarcharodon (відповідно, назвою виду стало Procarcharodon megalodon). 1964 року радянський палеонтолог Леонід Глікман відніс мегалодона з родичами до нової родини Otodontidae й нового роду Megaselachus, перейменувавши вид на Megaselachus megalodon. 1987 року французький вчений Анрі Каппетта вирішив, що Procarcharodon та Megaselachus є синонімами описаного ще 1923 року роду Carcharocles і, відповідно, перейменував мегалодона на Carcharocles megalodon. 2012 року Каппетта включив його з усіма близькими видами до його предківського роду Otodus, а Carcharocles та Megaselachus оголосив підродами цього роду. Таким чином, у цій системі мегалодон називається Otodus megalodon.

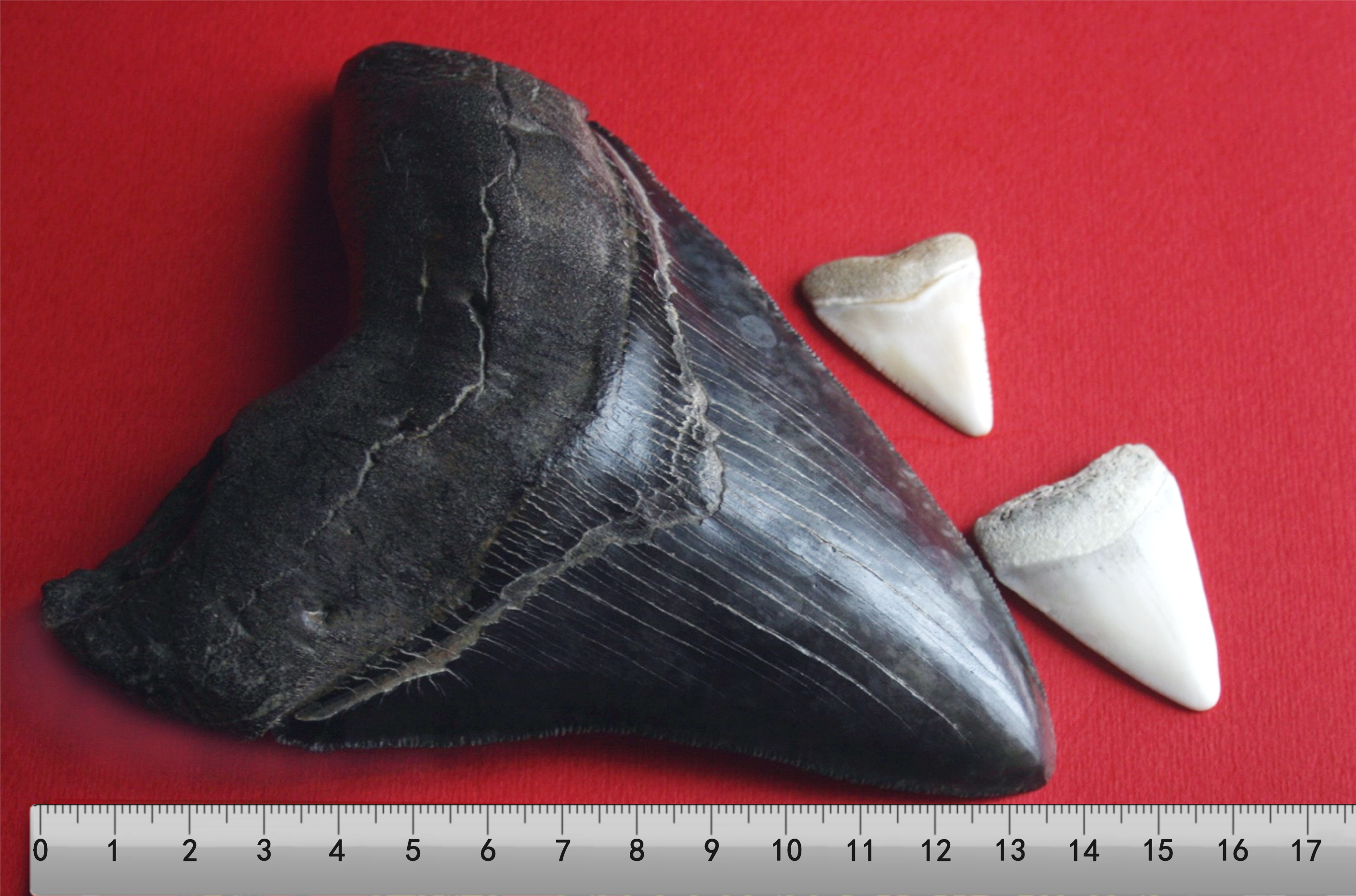
Зуб мегалодона у порівнянні з парою зубів білої акули

В еволюції Otodus та його нащадків йшло поступове збільшення та розширення зубів, поява на їхніх лезах дрібних зазублин, а згодом — втрата пари бічних зубців. Відмінність згаданих класифікацій спричинена зокрема тим, що різні дослідники надавали різним ознакам різну вагу: Глікман виокремлював рід Megaselachus, серед іншого, на втраті (в більшості випадків) бічних зубців, а Каппетта (1987), не вважаючи цю ознаку достатньо важливою, включив у рід Carcharocles усі близькі до мегалодона види з зазубленим лезом; тому в перший рід потрапили лише два види, тоді як у другий — більше.
І Глікман, і Каппетта зараховують мегалодона до родини Otodontidae, і цей варіант нині має найбільше визнання. Стара версія про його близьку спорідненість із білою акулою (належність до роду Carcharodon родини Lamnidae) має небагато прихильників, хоча вони є й серед відомих спеціалістів.

## Опис

### Зовнішній вигляд

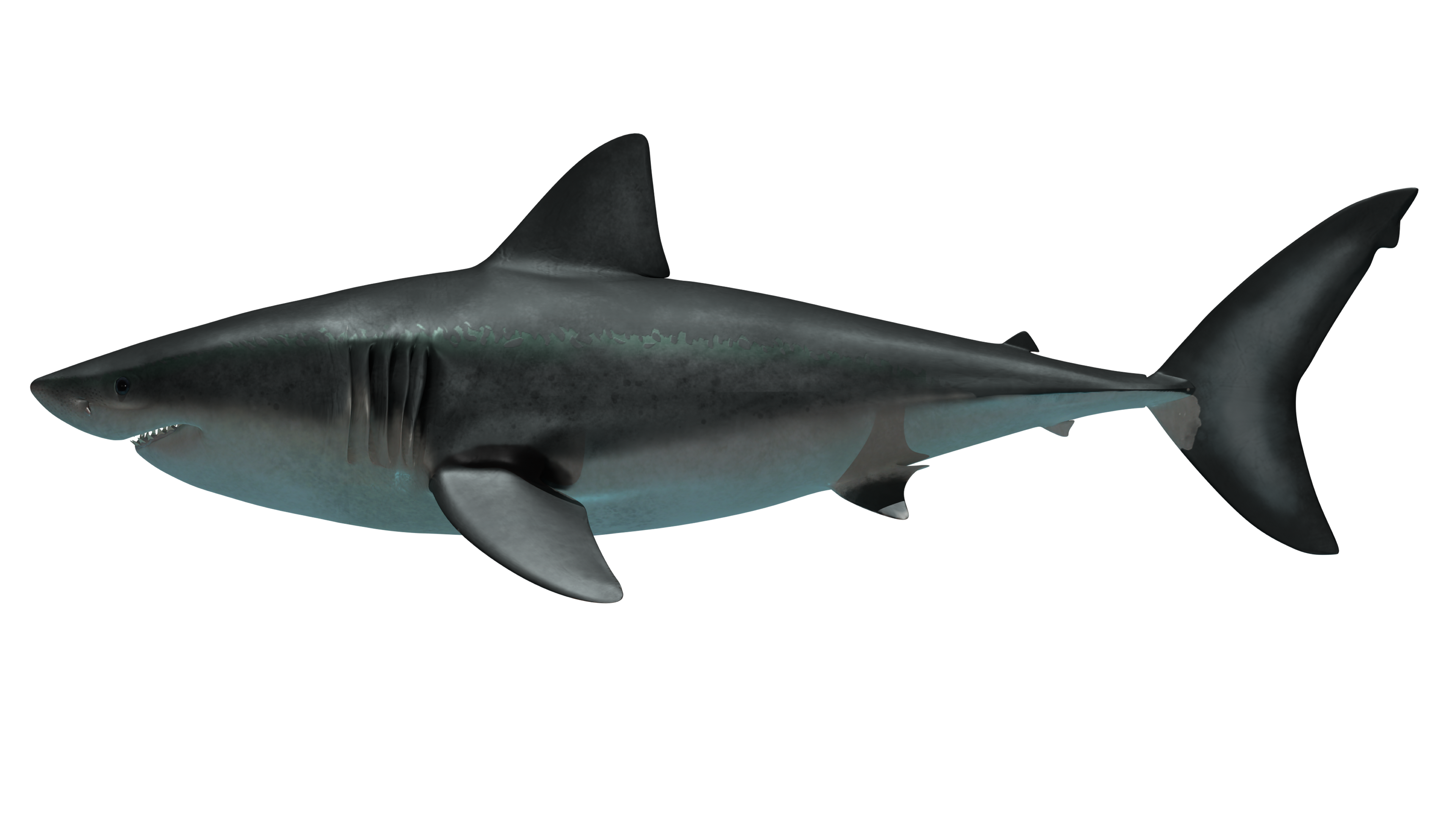
Реконструкція мегалодона на основі Cretalamna та сучасних оселедцевих окул

Згідно з однією з інтерпретацій зовнішнього вигляду мегалодона, це була міцна на вигляд акула, яка, можливо, мала схожу будову з великою білою акулою. Щелепи могли бути тупішими та ширшими, плавники були схожими за формою, але товстіші через його розміри. Можливо, мегалодон мав «свиноокий» вигляд, оскільки мав маленькі, глибоко посаджені очі.

За іншою інтерпретацією, мегалодон міг бути схожим на китову (Rhincodon typus) або велитенську акулу (Cetorhinus maximus). Хвостовий плавець мав би форму півмісяця, анальний плавець і другий спинний плавець були б маленькими, а з обох боків хвостового плавця був би присутній хвостовий кіль. Така будова поширена серед інших великих водних тварин, таких як кити, тунці та інші акули, щоб зменшити опір під час плавання. Форма голови може відрізнятися у різних видів, оскільки більшість пристосувань для зменшення опору припадає на хвостову частину тварини.

### Розміри
Через фрагментарність решток існує багато суперечливих оцінок розмірів мегалодона, оскільки вони можуть бути отримані лише за викопними зубами та хребцями. Біла акула залишається основою для реконструкцій та оцінок розмірів, оскільки вона вважається найкращим аналогом мегалодона.
Оцінки розмірів мегалодона варіюються залежно від методу, що використовується, з максимальними оцінками загальної довжини в межах 14,2—20,3 метра. Дослідження 2015 року оцінило модальну загальну довжину тіла мегалодона в 10,5 метрів, розраховану на основі 544 зубів, знайдених протягом усього геологічного літопису і в різних географічних регіонах, включаючи молодих і дорослих особин загальною довжиною від 2,2 до 17,9 метра. Можливо, що різні популяції мегалодона по всьому світу мали різні розміри тіла та поведінку через різні екологічні тиски. Вважається, що мегалодон був найбільшою акулою-макрохижаком, що коли-небудь жила.
Зрілі самці мегалодона могли мати масу тіла 12,6—33,9 т, а зрілі самки — від 27,4 до 59,4 т; від 27 до 58,5 тонн, припускаючи, що довжина самців могла коливатися від 10,5 до 14,3 м, а самок — 13,3—17 м.
У 2020 році Шимада та його колеги припустили, що великі розміри були зумовлені внутрішньоутробним канібалізмом, коли більший плід поїдає менший, в результаті чого поступово народжуються все більші й більші плоди, що вимагало від матері ще більших розмірів, а також більших потреб у калоріях, що сприяло б ендотермії. Самці повинні були не відставати від розміру самки, щоб продовжувати ефективно спаровуватися (що, ймовірно, передбачало фіксацію самки за допомогою класперів, як у сучасних хрящових риб).

### Зуби та сила укусу
Найчастіше від мегалодона зберігаються зуби, що є найбільшими зубами акул за всю історію Землі. Вони мають трикутну форму й численні дрібні зазублини вздовж краю. Їхній найбільший розмір (від верхівки до одного з відгалужень кореня) іноді сягає 17—18 см. На відміну від близьких видів, мегалодон у дорослому віці не мав пари зубців по краях зубів; це є його головною відмінністю від його ймовірного предка Carcharocles chubutensis. Втрата бічних зубців йшла поступово: в олігоцені їхня відсутність була рідкістю, в міоцені стала нормою, а до раннього пліоцену бічні зубці зникли навіть у молодих особин (втім, могли зберігатися на задніх зубах).
У 2008 році група вчених під керівництвом С. Вро (S. Wroe) провела експеримент з визначення сили укусу білої акули, використовуючи зразок довжиною 2,5 метра, а потім ізометрично масштабувала результати для її максимального розміру і консервативної мінімальної та максимальної маси тіла мегалодона. Вони встановили, що сила укусу останнього становить від 108 514 до 182 201 ньютона при задньому укусі, порівняно з 18 216 ньютонами для найбільшої підтвердженої великої білої акули та 7495 ньютонів для пластинношкірої риби дунклеостея. Крім того, Вро та його колеги звернули увагу на те, що під час прийому їжі акули розгойдуються з боку в бік, посилюючи створювану силу, що, ймовірно, призвело б до того, що загальна сила, яку відчуває здобич, була б вищою за оціночну.

### Хребці
Крім зубів, від мегалодона іноді зберігаються хребці. Зрідка трапляються навіть частини його хребта з багатьма хребцями; найповнішою з таких знахідок є стовп, що містить близько 150 хребців діаметром до 15,5 см, знайдений у міоценових відкладах Бельгії. Відомі й хребці діаметром 23 см.

## Поширення й час існування

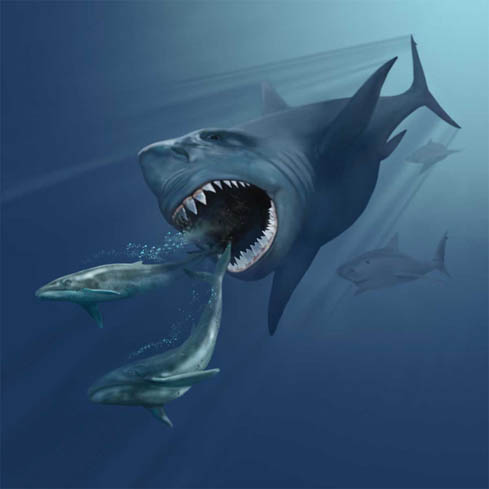
Реконструкція мегалодона у погоні за двома китами Eobalaenoptera

Мегалодон був розповсюджений дуже широко: він жив у субтропічних та помірних водах обох півкуль, там, де температура води, згідно з оцінками, лежала в межах 12—27 °C. Рівень моря тоді був вищий, ніж зараз, і тому його зуби трапляються в багатьох місцях, що зараз є суходолом. Найдавніші знайдені рештки мегалодона, за різними даними, належать до нижнього або середнього міоцену; є й повідомлення про олігоценові й навіть еоценові знахідки. Така неясність пов'язана не лише з проблемами визначення віку знахідок, а й з відсутністю чіткої межі між мегалодоном та його ймовірним предком Carcharocles chubutensis: ознаки зубів у ході еволюції змінювалися поступово.

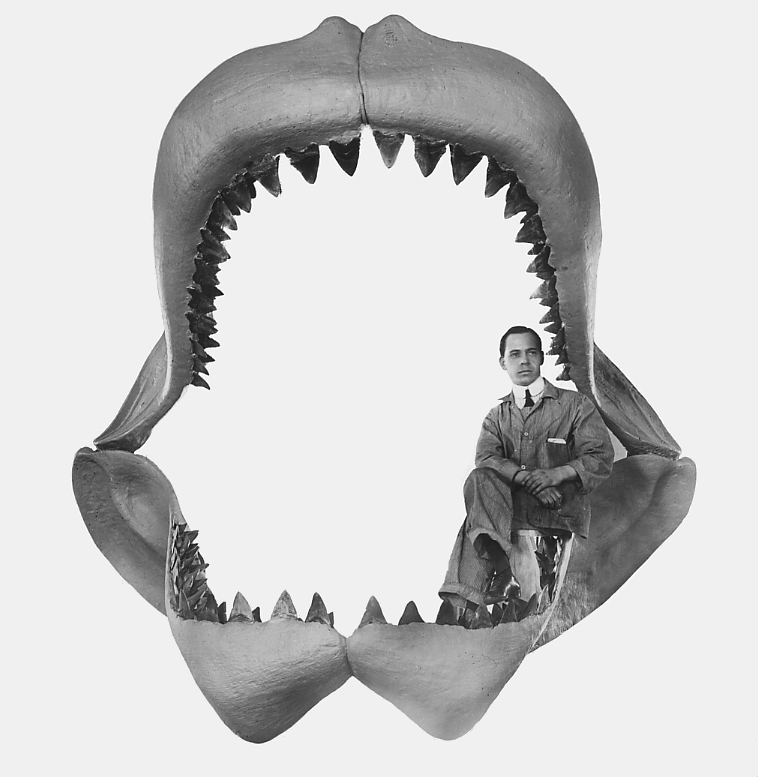
Реконструкція за Бешфордом Діном, 1909 р.

Зник мегалодон, імовірно, на межі пліоцену та плейстоцену, близько 2,6 млн років тому, хоча є й низка повідомлень про плейстоценові знахідки. Іноді називають цифру 1,6 млн років тому. Для піднятих із дна океану зубів деякі дослідники, спираючись на швидкість їхнього обростання мінеральною кіркою, отримували вік у десятки тисяч або навіть сотні років, але цей метод визначення віку ненадійний: кірка може рости з різною швидкістю навіть на різних ділянках одного зубу, а може й припиняти ріст із невідомих причин.
Розквіту мегалодон досяг у міоцені, близько 16 млн років тому. В цей час він мешкав у північній півкулі, насамперед біля узбережжя Північної Америки та Європи, а також в Індійському океані. З часом він поширився на південь — до Південної Америки та Південно-Східної та Східної Азії.

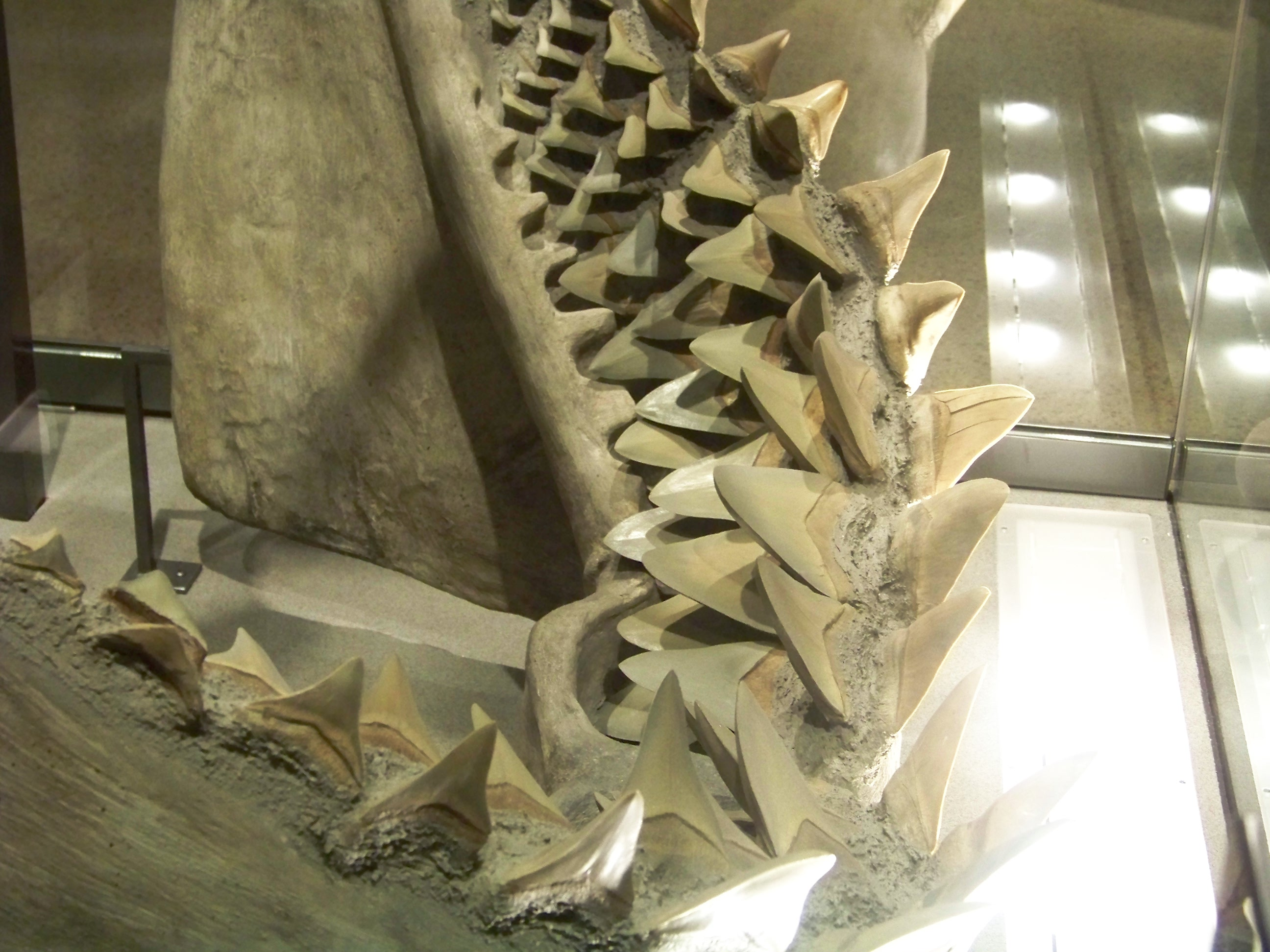
Реконструкція розміщення зубів

Найдовше за все вони затрималися в південній півкулі. Вони були мисливцями на примітивних китів, особливо на цетотеріїв (дрібні стародавні вусаті кити). Його жертви населяли мілководні теплі шельфові моря. Причиною зникнення мегалодону могла стати зміна клімату. Під час похолодання клімату в пліоцені льодовики «зв'язали» величезні водні маси й багато шельфових морів зникли. Карта океанських течій змінилася. Океани стали прохолоднішими. Кити змогли вижити, сховавшись в багатих планктоном холодних водах. Для мегалодонів це виявилося смертним вироком. Свою роль могли відіграти й косатки, що з'явилися тоді ж, поїдаючи памолодь мегалодонів.
У 2015—2016 роках вчені з Цюріхського університету прийшли до думки, що причиною зникнення є значне зменшення чисельності здобичі мегалодона: зникли морські ссавці — жертви акули, водночас з'явилися предки косаток та великих білих акул, що виявилися успішними суперниками мегалодона, відтіснивши його від харчових ресурсів.
У криптозоології популярна думка, що мегалодон міг зберегтися дотепер. Вона базується на повідомленнях про зустрічі людей із дуже великими акулами та на випадках збереження в глибинах океанів тварин із переважно вимерлих груп (подібно до виявленої 1938 року латимерії, представника лопатеперих риб, що вважалися вимерлими понад 75 млн років тому). Так, у книзі Девіда Стеда «Акули й скати австралійських морів» наводиться розповідь про зустріч з велетенською акулою ловців омарів Порт-Стефанса в 1918 році.

### Відео
- Колись в Чесапікській затоці [Архівовано 7 січня 2009 у Wayback Machine.] // Discovery Channel